# Пешко Володимир Андрійович
Пешко Володимир Андрійович (4 липня 1933 - 25 червня 1992) — український лікар, державний службовець у галузі охорони здоров'я. Відомий значним внеском у розбудову медичної інфраструктури Житомирської області. Нагороджений орденами «Трудового Червоного Прапора» та «Знак Пошани».

## Біографія
Народився 4 липня 1933 року в Овруцькому районі у сім'ї лікаря. Навчався у Київському медичному інституті. В інституті познайомився зі своєю майбутньою дружиною Раїсою, яка згодом пропрацювала все життя лікарем-терапевтом.
У 1957 році Володимир Пешко почав працювати лікарем-хірургом Брусилівської районної лікарні. У 1958-1963 роках працював у Коростишівській районній лікарні ординатором-хірургом та заступником головного лікаря. У 1963-1972 роках — головний лікар Коростишівської лікарні. У червні 1972 році призначений на посаду головного лікаря Житомирської обласної лікарні. З квітня 1975 року Володимир Пешко — завідувач відділу охорони здоров'я Житомирського облвиконкому.
На керівній посаді Володимир Пешко чимало уваги приділяв зміцненню матеріально-технічної бази та розбудові об'єктів охорони здоров'я. За його сприяння відкрито 14 нових лікувальних закладів та 14 поліклінік. У Житомирській області вперше відкрилися спеціалізовані відділення: торако-пульмонологічне, ревматологічне, опікове, проктологічне, судинної хірургії.
За досягнуті успіхи в організації медичного обслуговування населення В. Пешко нагороджений орденами «Трудового Червоного Прапора», «Знак Пошани», медалями «За трудову доблесть», «За доблесну працю», званням «Відмінник охорони здоров'я».